# Ribarrouy
Ribarrouy est une commune française située dans le département des Pyrénées-Atlantiques, en région Nouvelle-Aquitaine.

## Géographie

### Localisation
La commune de Ribarrouy se trouve dans le département des Pyrénées-Atlantiques, en région Nouvelle-Aquitaine.
Elle se situe à 33 km par la route de Pau, préfecture du département, et à 22 km de Serres-Castet, bureau centralisateur du canton des Terres des Luys et Coteaux du Vic-Bilh dont dépend la commune depuis 2015 pour les élections départementales. 
La commune fait en outre partie du bassin de vie de Garlin.
Les communes les plus proches sont : 
Taron-Sadirac-Viellenave (2,2 km), Claracq (2,5 km), Baliracq-Maumusson (3,0 km), Mouhous (3,8 km), Boueilh-Boueilho-Lasque (3,9 km), Garlin (4,3 km), Carrère (4,4 km), Mascaraàs-Haron (4,4 km).
Sur le plan historique et culturel, Ribarrouy fait partie de la province du Béarn, qui fut également un État et qui présente une unité historique et culturelle à laquelle s’oppose une diversité frappante de paysages au relief tourmenté.

### Communes limitrophes
Les communes limitrophes sont  Boueilh-Boueilho-Lasque, Claracq, Garlin et Taron-Sadirac-Viellenave.
|                         | Garlin    |                          |
| Boueilh-Boueilho-Lasque | Ribarrouy | Taron-Sadirac-Viellenave |
| Claracq                 |           |                          |

### Hydrographie

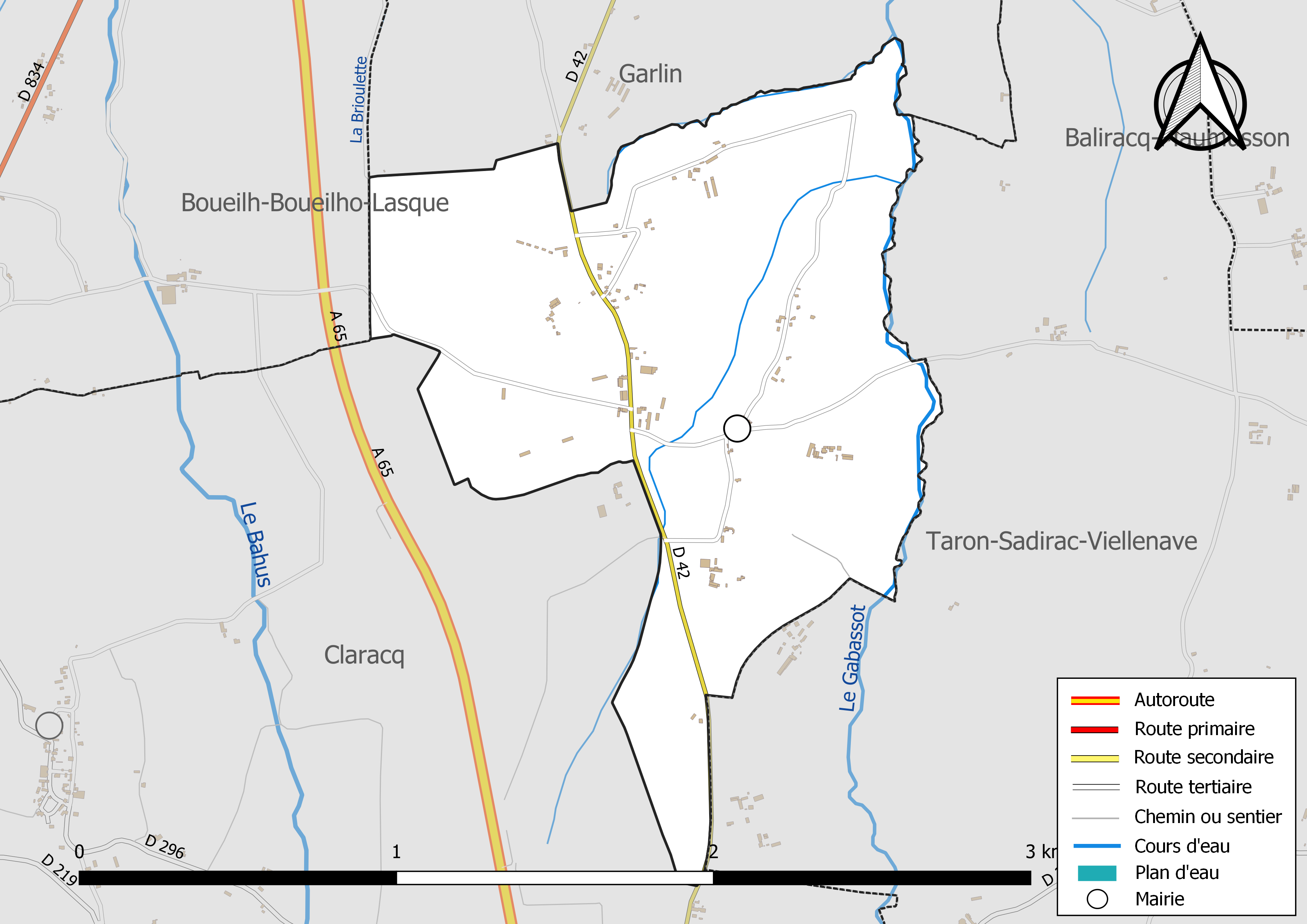
Réseaux hydrographique et routier de Ribarrouy.

La commune est drainée par le Gabassot et par deux petits cours d'eau, constituant un réseau hydrographique de 4 km de longueur totale,.
Le Gabassot, d'une longueur totale de 17,4 km, prend sa source dans la commune de Sévignacq et s'écoule du sud vers le nord. Il traverse la commune et se jette dans le Léez à Castetpugon, après avoir traversé 9 communes.

### Climat
Pour des articles plus généraux, voir Climat de la Nouvelle-Aquitaine et Climat des Pyrénées-Atlantiques.
Historiquement, la commune est dans une zone de transition entre les climats océaniques aquitain et montagnard.  
En 2020, Météo-France publie une typologie des climats de la France métropolitaine dans laquelle la commune est exposée à un climat de montagne et est dans une zone de transition entre les régions climatiques « Aquitaine, Gascogne » et « Pyrénées atlantiques »0.
Pour la période 1971-2000, la température annuelle moyenne est de 13,1 °C, avec une amplitude thermique annuelle de 14,4 °C. Le cumul annuel moyen de précipitations est de 1 096 mm, avec 11,7 jours de précipitations en janvier et 7,9 jours en juillet. Pour la période 1991-2020, la température moyenne annuelle observée sur la station météorologique la plus proche, située sur la commune de Mont-Disse à 11 km à vol d'oiseau, est de 13,9 °C et le cumul annuel moyen de précipitations est de 1 010,8 mm,. Pour l'avenir, les paramètres climatiques de la commune estimés pour 2050 selon différents scénarios d’émission de gaz à effet de serre sont consultables sur un site dédié publié par Météo-France en novembre 2022.

### Milieux naturels et biodiversité
Aucun espace naturel présentant un intérêt patrimonial n'est recensé sur la commune dans l'inventaire national du patrimoine naturel,,.

## Urbanisme

### Typologie
Au 1er janvier 2024, Ribarrouy est catégorisée commune rurale à habitat très dispersé, selon la nouvelle grille communale de densité à sept niveaux définie par l'Insee en 2022.
Elle est située hors unité urbaine et hors attraction des villes,.

### Occupation des sols

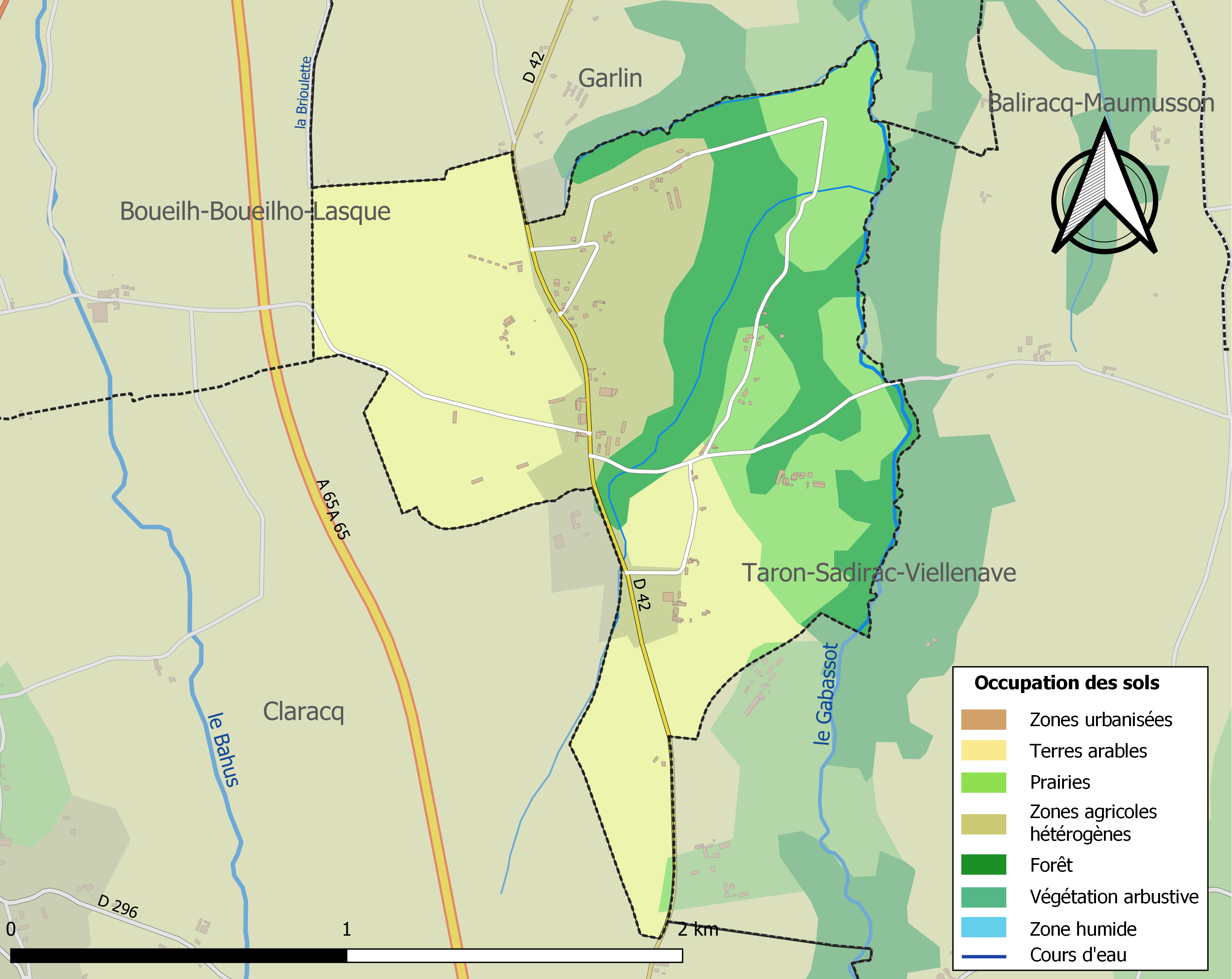
Carte des infrastructures et de l'occupation des sols de la commune en 2018 (CLC).

L'occupation des sols de la commune, telle qu'elle ressort de la base de données européenne d’occupation biophysique des sols Corine Land Cover (CLC), est marquée par l'importance des territoires agricoles (80 % en 2018), une proportion identique à celle de 1990 (80 %). La répartition détaillée en 2018 est la suivante : 
terres arables (44,6 %), forêts (20 %), zones agricoles hétérogènes (17,8 %), prairies (17,6 %). L'évolution de l’occupation des sols de la commune et de ses infrastructures peut être observée sur les différentes représentations cartographiques du territoire : la carte de Cassini (XVIIIe siècle), la carte d'état-major (1820-1866) et les cartes ou photos aériennes de l'IGN pour la période actuelle (1950 à aujourd'hui).

### Lieux-dits et hameaux
- Bourdé ;
- Hau.

### Voies de communication et transports
La commune est desservie par la route départementale 42.

### Risques majeurs
Le territoire de la commune de Ribarrouy est vulnérable à différents aléas naturels : météorologiques (tempête, orage, neige, grand froid, canicule ou sécheresse) et séisme (sismicité modérée). Il est également exposé à un risque technologique,  le transport de matières dangereuses. Un site publié par le BRGM permet d'évaluer simplement et rapidement les risques d'un bien localisé soit par son adresse soit par le numéro de sa parcelle.

#### Risques naturels

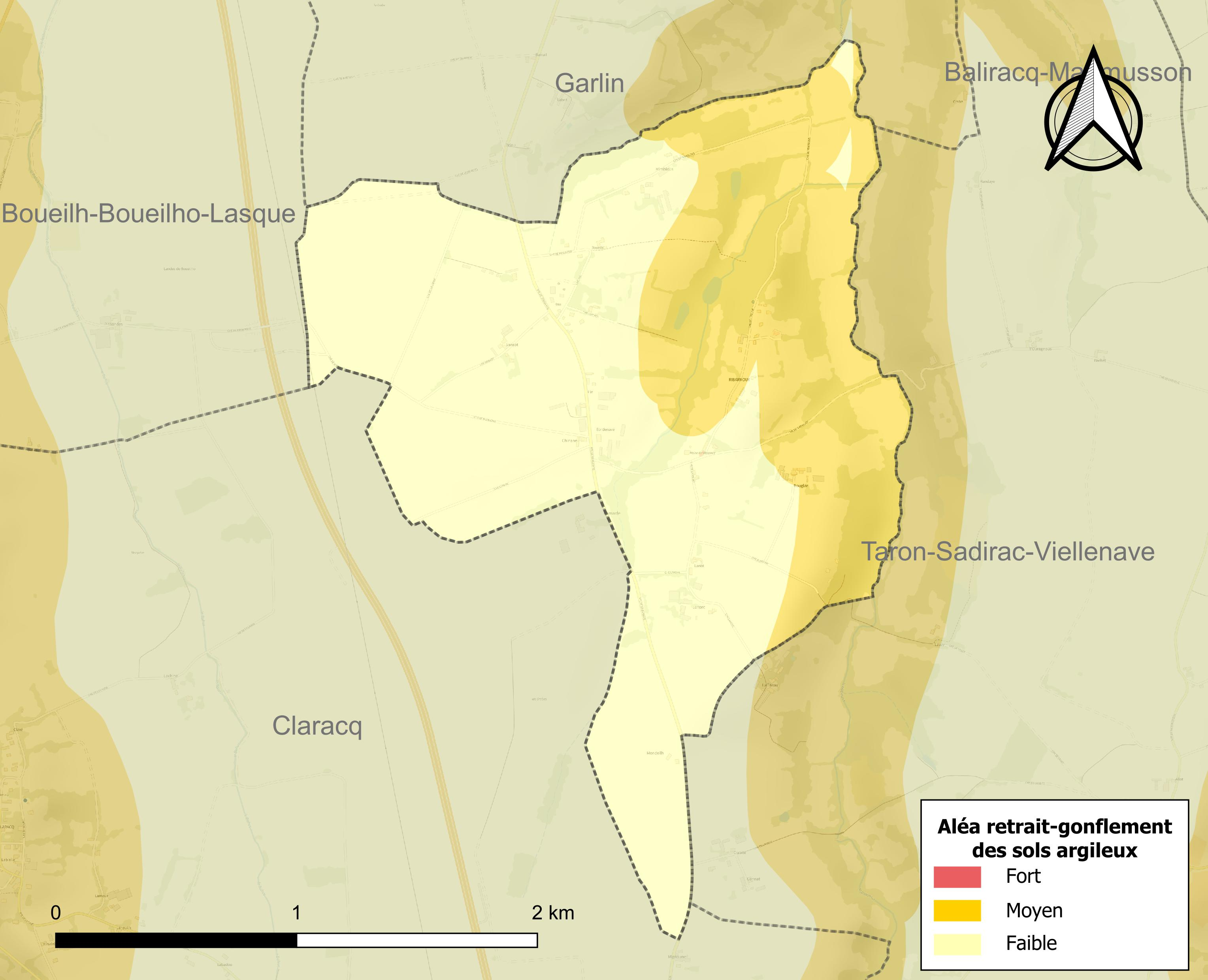
Carte des zones d'aléa retrait-gonflement des sols argileux de Ribarrouy.

Le retrait-gonflement des sols argileux est susceptible d'engendrer des dommages importants aux bâtiments en cas d’alternance de périodes de sécheresse et de pluie. 35 % de la superficie communale est en aléa moyen ou fort (59 % au niveau départemental et 48,5 % au niveau national). Depuis le 1er octobre 2020, en application de la loi ELAN, différentes contraintes s'imposent aux vendeurs, maîtres d'ouvrages ou constructeurs de biens situés dans une zone classée en aléa moyen ou fort,.
La commune a été reconnue en état de catastrophe naturelle au titre des dommages causés par les inondations et coulées de boue survenues en 1982 et 2009.

## Toponymie
Le toponyme Ribarrouy apparaît sous les formes Riverouy et Arriberoy en 1675 (réformation de Béarn).

## Politique et administration
| Date d'élection                                            | Identité             | Qualité |
| ---------------------------------------------------------- | -------------------- | ------- |
| Les données antérieures à 1995 ne sont pas encore connues. |                      |         |
| 1995                                                       | Marcel Baradat       |         |
| 2001                                                       | Jean-Pierre Mondeilh |         |
| 2008                                                       | Bernard Jonville     |         |

### Intercommunalité
Ribarrouy fait partie de six structures intercommunales :
- la communauté de communes des Luys en Béarn ;
- le SIVU de la voirie de la région de Garlin ;
- le SIVU du Lées et affluents ;
- le syndicat d'énergie des Pyrénées-Atlantiques ;
- le syndicat intercommunal d'alimentation en eau potable Luy - Gabas - Lées ;
- le syndicat intercommunal des cinq rivières.

## Population et société

### Démographie
L'évolution du nombre d'habitants est connue à travers les recensements de la population effectués dans la commune depuis 1793. Pour les communes de moins de 10 000 habitants, une enquête de recensement portant sur toute la population est réalisée tous les cinq ans, les populations de référence des années intermédiaires étant quant à elles estimées par interpolation ou extrapolation. Pour la commune, le premier recensement exhaustif entrant dans le cadre du nouveau dispositif a été réalisé en 2004.

En 2022, la commune comptait 81 habitants, en évolution de −2,41 % par rapport à 2016 (Pyrénées-Atlantiques : +3,78 %, France hors Mayotte : +2,11 %).
| 1793 | 1800 | 1806 | 1821 | 1831 | 1836 | 1841 | 1846 | 1851 |
| ---- | ---- | ---- | ---- | ---- | ---- | ---- | ---- | ---- |
| 137  | 126  | 163  | 126  | 114  | 124  | 128  | 155  | 120  |

| 1856 | 1861 | 1866 | 1872 | 1876 | 1881 | 1886 | 1891 | 1896 |
| ---- | ---- | ---- | ---- | ---- | ---- | ---- | ---- | ---- |
| 131  | 127  | 128  | 121  | 141  | 108  | 107  | 102  | 107  |

| 1901 | 1906 | 1911 | 1921 | 1926 | 1931 | 1936 | 1946 | 1954 |
| ---- | ---- | ---- | ---- | ---- | ---- | ---- | ---- | ---- |
| 118  | 110  | 102  | 91   | 60   | 72   | 66   | 62   | 71   |

| 1962 | 1968 | 1975 | 1982 | 1990 | 1999 | 2004 | 2006 | 2009 |
| ---- | ---- | ---- | ---- | ---- | ---- | ---- | ---- | ---- |
| 70   | 76   | 68   | 69   | 78   | 78   | 82   | 81   | 81   |

| 2014 | 2019 | 2022 | - | - | - | - | - | - |
| ---- | ---- | ---- | - | - | - | - | - | - |
| 83   | 83   | 81   | - | - | - | - | - | - |

## Économie

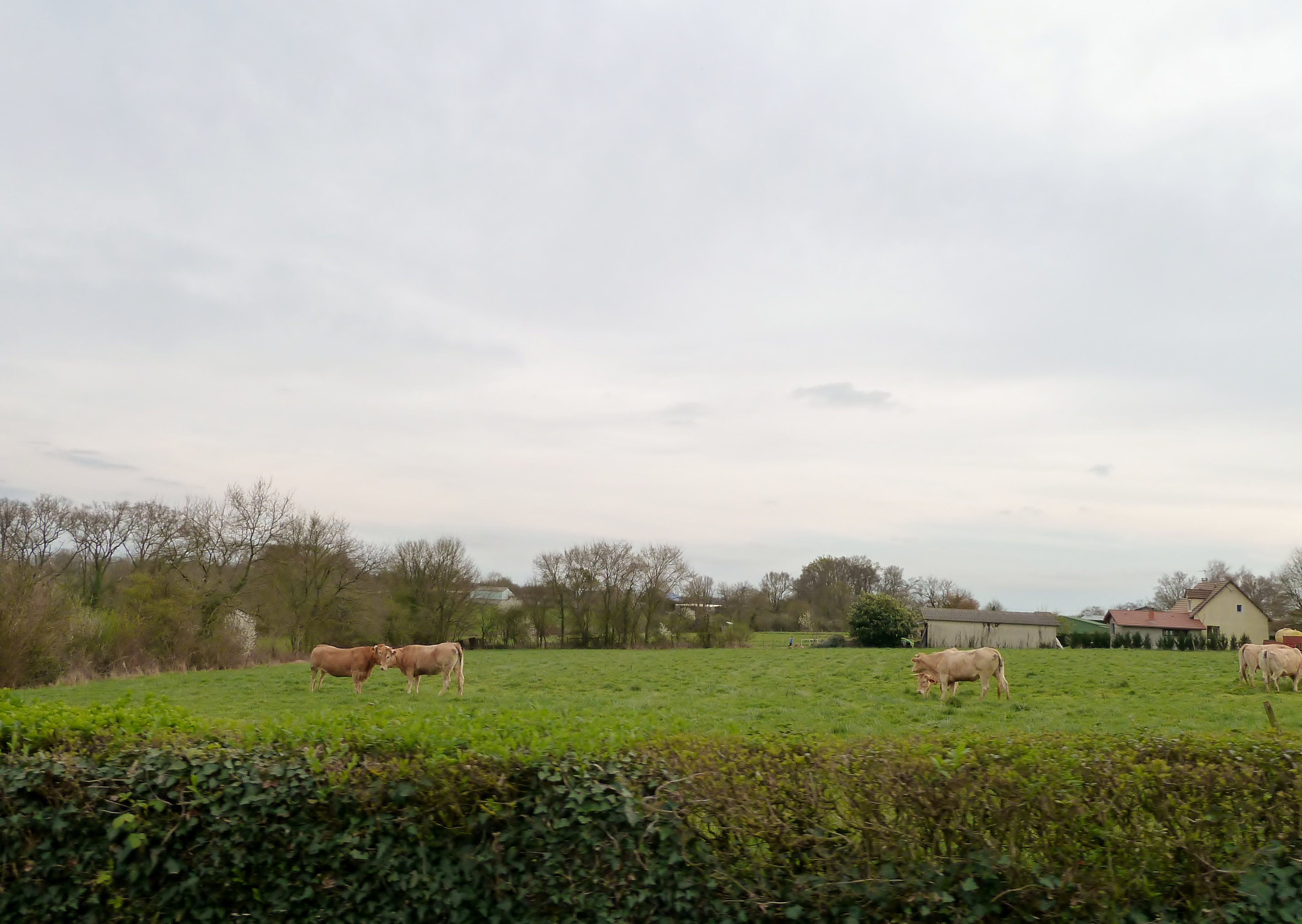
Élevage des vaches laitières à Ribarrouy.

La commune dépend principalement du secteur agricole.

## Culture locale et patrimoine

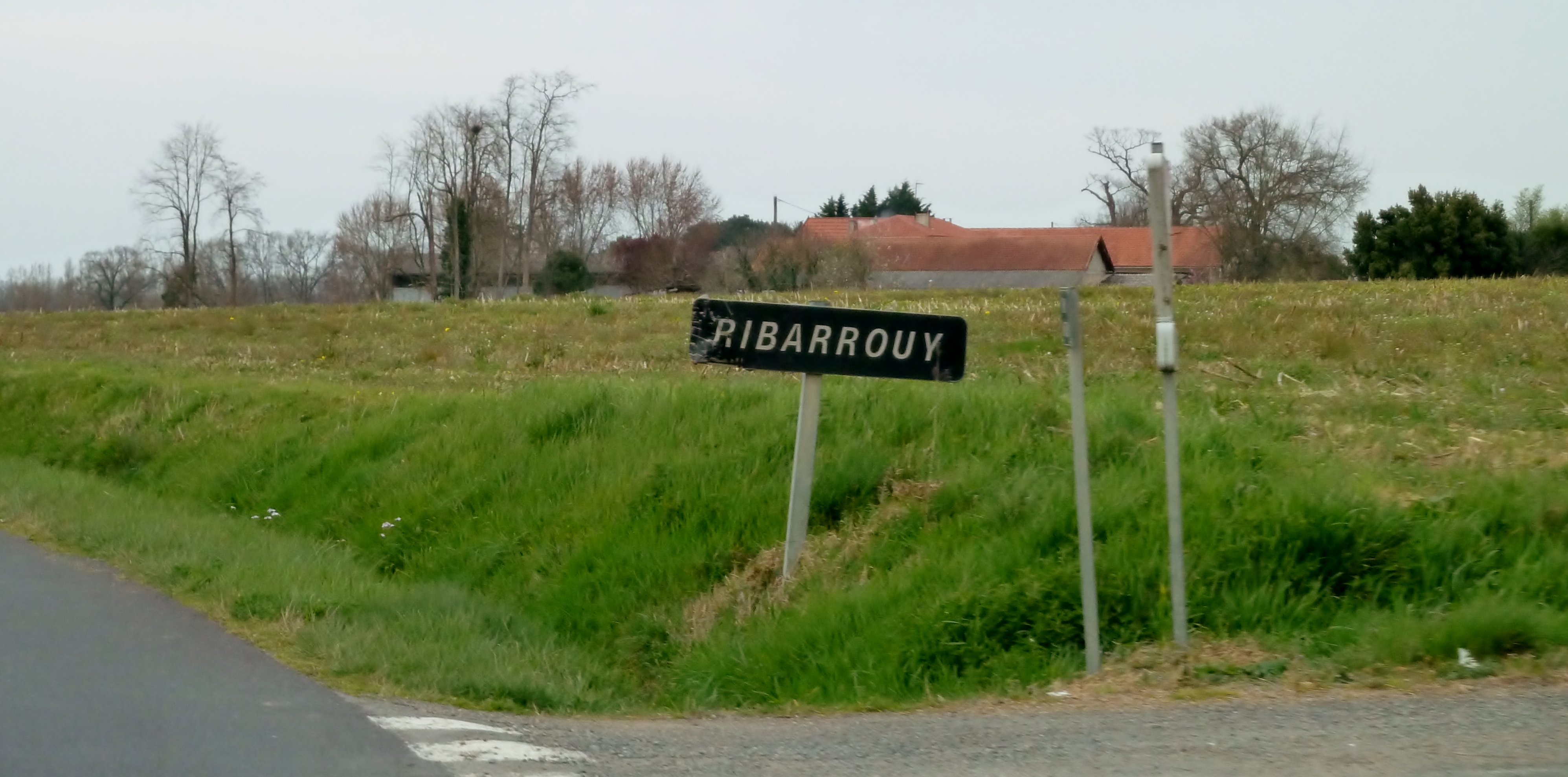
Entrée dans Ribarrouy.
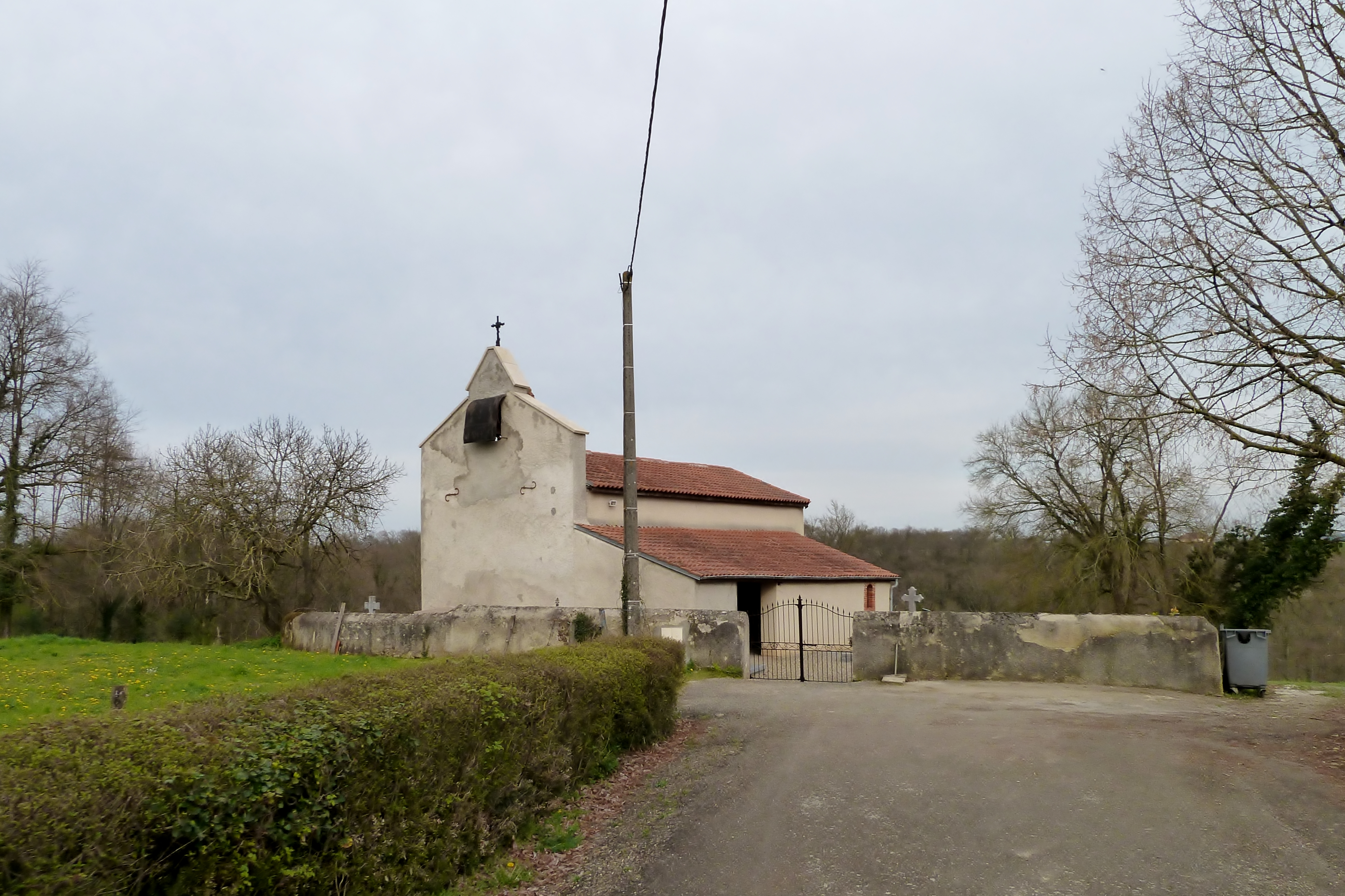
L'église Saint-Germain-d'Auxerre.

La fête communale a lieu le 1er samedi de juillet.

### Patrimoine civil
Ribarrouy présente des maisons et fermes datant du XIXe siècle, telles la maison Bernet au lieu-dit Bourdé (1858) et la maison dite Robert, du lieu-dit Hau.

### Patrimoine religieux
L'église Saint Germain-d'Auxerre présente des vestiges datant du XIIe siècle. Elle recèle un corbillard, du mobilier et des objets inscrits à l'inventaire général du patrimoine culturel.